# Skrytoskrzelne
Skrytoskrzelne (Cryptobranchidae) – rodzina płazów z rzędu płazów ogoniastych (Caudata). Należy do niej sześć współcześnie żyjących gatunków, w tym azjatyckie salamandry olbrzymie Andrias davidianus i Andrias japonicus oraz żyjący w Ameryce Północnej skrytoskrzel (Cryptobranchus alleganiensis) – oraz trzy gatunki wymarłe. Azjatyckie salamandry olbrzymie są poławiane dla mięsa, co może przyczynić się do ich wyginięcia.

## Ewolucja
Skrytoskrzelne oddzieliły się od spokrewnionych kątozębnych (z którymi tworzą klad bazalny Cryptobranchoidea) co najmniej 160 milionów lat temu w Azji. Szkielet prymitywnego przedstawiciela skrytoskrzelnych Chunerpeton tianyiensis znaleziony w Mongolii Wewnętrznej datowany jest na baton i posiada wiele cech synapomorficznych w stosunku do obecnie żyjących przedstawicieli skrytoskrzelnych, takie jak żebra z jedną główką na kręgach przedkrzyżowych. Sugeruje to, że u skrytoskrzelnych doszło do niewielu zmian ewolucyjnych przez ostatnich 160 milionów lat, w związku z czym nazywane są żywymi skamieniałościami. W paleocenie rodzina ta skolonizowała Europę i Amerykę Północną, w czym następnie znacząco pomógł lodowy pomost lądowy powstały w wyniku zlodowacenia plejstoceńskiego.

## Zasięg występowania
Rodzina obejmuje gatunki występujące w środkowych Chinach, Japonii, wschodnich Stanach Zjednoczonych oraz południowo-wschodniej Kanadzie.

## Morfologia
Są to największe płazy, długość ich ciała wynosi od 75 do 180 cm. Żyją w chłodnych, bieżących wodach. Mają krępe, masywne ciała spłaszczone grzbietobrzusznie, a ogony spłaszczone bocznie. Oczy małe, bez powiek. Oddychają przez skórę i za pomocą skrzeli.

## Systematyka

### Podział systematyczny
Do rodziny należą dwa rodzaje:
- Andrias Tschudi, 1837
- Cryptobranchus Leuckart, 1821 – jedynym żyjącym przedstawicielem jest Cryptobranchus alleganiensis (Sonnini de Manoncourt & Latreille, 1801) – skrytoskrzel

Monofiletyzm rodziny oraz jej bliskie pokrewieństwo z Hynobiidae zostały wykazane badaniami Larsona i Dimmicka (1993).